# 蛇夫座V986
蛇夫座V986，又名BD+01 3578，HD 165174、SAO 123090、HR 6747，是蛇夫座的一颗恒星，视星等为6.14，位于銀經29.27，銀緯11.29，其B1900.0坐标为赤經17h 59m 34.4s，赤緯+1° 11.29′ 51″。